# میچیو کوشی
میچیو کوشی (انگلیسی: Michio Kushi; ۱۷ مهٔ ۱۹۲۶ – ۲۸ دسامبر ۲۰۱۴) نویسنده و مدرس اهل ژاپن بود. او در دهه ۱۹۵۰ تلاش زیادی برای معرفی رژیم غذایی ماکروبیوتیک در آمریکا کرد. او در سراسر جهان در کنفرانس‌ها و سمینارهای زیادی در مورد فلسفه، توسعه روحی، بهداشت، غذا و بیماری‌ها سخنرانی کرد.